# Musée du Zuyderzee
Le musée du Zuyderzee, situé sur la Wierdijk dans le centre historique d'Enkhuizen, est un musée néerlandais consacré à la préservation du patrimoine culturel et de l'histoire maritime de l'ancienne région du Zuiderzee. Avec la fermeture de l'Afsluitdijk (digue) le 28 mai 1932, la Zuiderzee a été divisée en deux parties : les eaux en aval de l'Afsluitdijk sont maintenant appelées IJsselmeer, tandis que les eaux au nord de l'Afsluitdijk sont maintenant considérées comme faisant partie de la mer des Wadden.

## Histoire
Enkhuizen est appelée « Haringstad » (ville des harengs) et a été un important port de pêche pendant des siècles jusqu'à ce que la Zuiderzee soit fermée en 1932 par la construction de l'Afsluitdijk. Les zones de pêche étaient désormais en eau douce et les poissons sont passés du hareng et de l'anchois à l'anguille, à l'éperlan et à la perche rouge. Aujourd'hui, les anguilles sont rares dans l'IJsselmeer ; les causes les plus probables sont la pollution de l'eau et la pêche industrielle de leur progéniture (« anguilles de verre » en raison de leur transparence) lors de leur voyage de retour vers l'Europe depuis les eaux de reproduction des anguilles dans la mer des Sargasses pour l'élevage dans des conteneurs terrestres. Les cormorans, très nombreux dans la région, se nourrissent également d'anguilles.

### Histoire du musée du Zuyderzee
La création du musée du Zuyderzee à Enkhuizen a été motivée par une exposition qui s'est tenue vers 1930 dans le parc situé le long de la digue. Cette exposition, intitulée Zuiderzee Visscherij Tentoonstelling (Exposition sur la pêche en mer du Sud) (ZVT), présentait des maisons en carton et des habitants costumés de la région de la Zuiderzee. Les plans d'un musée ont été suspendus en raison de la menace de guerre (qui a ensuite éclaté). Au cours de l'été 1949, la première exposition a été organisée dans le Drommedaris, une tour de défense du port datant du XVIe siècle, marquant ainsi la naissance de la partie intérieure du musée.
En raison du succès de cette exposition, le musée du Zuyderzee a obtenu des entrepôts sur la Wierdijk (y compris la Peperhuis) de la société de semences Sluis & Groot pour la somme symbolique d'un florin. Le gouvernement néerlandais a finalement repris ces bâtiments, les a restaurés et les entretient encore aujourd'hui.

## Le musée intérieur
Le musée intérieur a été inauguré le 1er juillet 1950. Il se compose d'une série de bâtiments du XVIIe siècle (originaux et reproduits), dont certains ont été utilisés par la VOC, et contient à la fois des expositions temporaires et des installations permanentes. La plus remarquable est le « Schepenhal » (salle des navires), qui permet aux visiteurs de voir de près certains des types de bateaux historiques les plus courants de la riche industrie de la pêche de la Zuiderzee, ainsi que quelques voiliers de plaisance. Parmi ces magnifiques bateaux, on trouve le Sperwer (épervier), un « boeier » ayant appartenu à l'aventurier anglais Merlin Minshall, qui a navigué sur ce bateau depuis l'Angleterre à travers le Danube jusqu'à la mer Noire dans les années 1930 pour sa lune de miel, et une deuxième fois pour les services secrets anglais. Un « Midzwaardjacht » (dériveur) historique est également exposé.
Le musée intérieur présente également des objets liés à d'autres aspects du passé culturel de la Zuiderzee, notamment des peintures, des meubles et des costumes traditionnels portés localement (« klederdracht »).

## Le musée en plein air
Le 6 mai 1983, la reine Beatrix a inauguré le musée en plein air, qui constitue une nouvelle extension du Zuiderzeemuseum. Jusqu'en 1970, cet emplacement avait servi d'entrepôt pour les travaux du Zuiderzee.
Le village-musée a été conçu de manière à reproduire l'architecture et l'atmosphère des villages situés autour de l'ancienne Zuiderzee : des bâtiments situés au nord de Groningue et descendant le long de la côte jusqu'à l'île de Wieringen y sont représentés. La plupart des bâtiments sont authentiques — parfois même transportés en entier dans un cadre en acier — tandis que d'autres, comme le quai et la maison « Siberie » de l'île de Marken, sont des répliques des bâtiments originaux. Bien que la première acquisition pour le musée ait eu lieu dès 1948, le premier bâtiment réellement exposé a été la « Gasthuiskapel » (chapelle d'hôpital) de Den Oever, en 1971. Le premier bâtiment acquis (une « dijkhuis » (maison sur la digue) de Hindeloopen) a été entreposé, en pièces détachées, pendant 32 ans, et son intérieur a été exposé pendant de nombreuses années dans le musée intérieur contenant des costumes et des meubles de Hindeloopen. Aujourd'hui, elle est située le long de la digue du musée extérieur et abrite un pub.
Le musée en plein air présente une grande variété de bâtiments : moulin à vent, fours à chaux, fumoir à poissons, blanchisserie à vapeur, droguerie, pharmacie, vannier, forgeron, entrepôt de fromages, école et salon de coiffure, entre autres. Le port est une réplique de son tracé à Marken avant son agrandissement. Certains aspects de l'histoire locale de la Zuiderzee sont également exposés, en particulier pendant la période d'avril à novembre, avec des activités typiquement hollandaises, comme des jeux anciens et la construction de sabots, et des démonstrations d'anciens métiers tels que la fabrication de cordes, la tonnellerie, la vannerie et le fumage de harengs. Dans le village d'Urk, la vie vers 1905 est représentée par des jeux de rôle.

## Restaurants et pubs
Les musées « intérieurs » et « extérieurs » disposent de plusieurs restaurants situés dans des sites du patrimoine national, comme le pub Hindeloopen, la maison Amsterdam et la maison Pepper sur la Wierdijk. 